# Ун-Хораюган
Ун-Хораюган (устар. Ун-Хора-Юган) — река в Шурышкарском районе Ямало-Ненецкого АО, левая составляющая (исток) реки Хораюган. Длина реки составляет 31 км.
В 3 км от устья, по левому берегу реки впадает река Мувхотсоим.

## Данные водного реестра
По данным государственного водного реестра России относится к Нижнеобскому бассейновому округу, водохозяйственный участок реки — Обь от впадения реки Северная Сосьва до города Салехард, речной подбассейн реки — бассейны притоков Оби ниже впадения Северной Сосьвы. Речной бассейн реки — (Нижняя) Обь от впадения Иртыша.